# Jean-Pierre Darras
Jean-Pierre Darras (* 26. November 1927 in Paris; gebürtig Jean-Pierre Dumontet; † 5. Juli 1999 ebenda) war ein französischer Schauspieler.

## Leben und Wirken

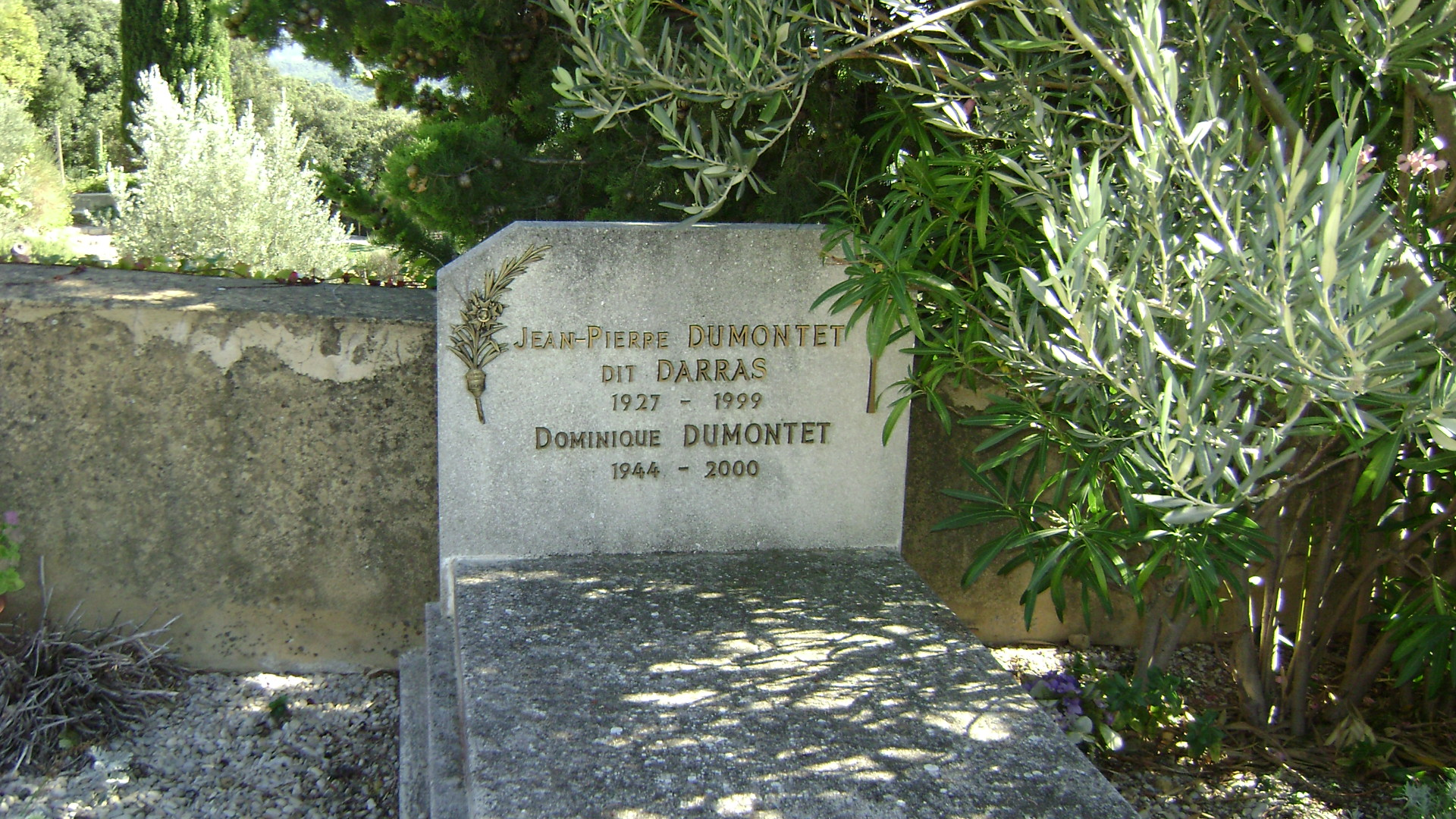
Grabstätte von Jean-Pierre Darras

Der Sohn provenzalischer Eltern nahm kurz nach Kriegsende Schauspielunterricht am Théâtre du  Vieux-Colombier. Seine Abschlussprüfung machte er in dem Stück Marius von Marcel Pagnol.
Daraufhin schloss er sich 1949 dem Centre dramatique de l’Ouest in Rennes an. 1951 wechselte er zur Truppe Grenier-Hussenot und danach an das Pariser Théâtre National Populaire. Er spielte in vielen Klassikern nach William Shakespeare, Victor Hugo, Pierre Corneille und besonders Molière. Bis 1959 verkörperte er am TNP häufig die Titelfigur von Der eingebildete Kranke.
Mit Philippe Noiret bildete er von 1958 bis 1963 ein Komikerduo an der Pariser Cabaret-Szene. Zu dieser Zeit begann auch seine Karriere beim Film, wo Darras ein vielbeschäftigter Nebendarsteller wurde. 1982 lieferte er mit der Mönchskomödie Le braconnier de Dieu seine einzige Regiearbeit.
In Yves Roberts Filmen Das Schloss meiner Mutter und Der Ruhm meines Vaters intonierte er die Off-Stimme  Marcel Pagnols. Seit 1991 stand er dem Festival Les Estivales de Carpentras vor.

## Filmografie
- 1961: Sie nannten ihn Rocca (Un nommé La Rocca)
- 1964: Monsieur
- 1966: Eine junge Welt (Un monde nouveau)
- 1966: Die untreue Geliebte (La seconde vérité)
- 1966: Für eine Handvoll Diamanten (Safari diamants)
- 1966: Das Geheimnis der weißen Masken (Les Compagnons de Jéhu)
- 1967: Graf Yoster gibt sich die Ehre (Folge: Zwischen den Fronten)
- 1968: Balduin, das Nachtgespenst (Le tatoué)
- 1968: Caroline Chérie (Schön wie die Sünde) (Caroline Chérie)
- 1971: Eine tierische Verbindung (L’alliance)
- 1972: Das späte Mädchen (La vieille fille)
- 1973: Durch Paris mit Ach und Krach (Elle court, elle court la banlieue)
- 1973: Rendezvous zum fröhlichen Tod (Au rendez-vous de la mort joyeuse)
- 1973: Die Filzlaus (L’emmerdeur)
- 1975: Jenseits der Angst (Au-delà de la peur)
- 1976: Schinken mit Ei (Attention les yeux!)
- 1976: Beiß nicht, man liebt dich (Mords pas, on t’aime)
- 1978: Der Sanfte mit den schnellen Beinen (La carapate)
- 1980: Killer stellen sich nicht vor (3 hommes à abattre)
- 1981: Rette deine Haut, Killer (Pour la peau d’un flic)
- 1990: Das Schloss meiner Mutter (Le château de ma mère) (Sprechrolle)
- 1990: Der Ruhm meines Vaters (La gloire de mon père) (Sprechrolle)